# Закон о единой графической основе
Закон о единой графической основе — федеральный закон от 11.12.2002 № 165-ФЗ «О внесении дополнения в статью 3 Закона Российской Федерации „О языках народов Российской Федерации“», которым единственной возможной письменностью всех государственных языков Российской Федерации утверждалась кириллица. Формально закон разрешает другие графические основы, которые могут устанавливаться федеральными законами, однако закон был принят именно для того, чтобы не дать правительству Республики Татарстан перевести татарский язык c кириллицы на латиницу.

## Современное состояние латиницы на территории Российской Федерации
Несмотря на запрет, в Татарстане можно официально пользоваться арабским и латинским письмом для «транслитерации». Латиница изучается в школах факультативно.
В Республике Крым продолжает выходить ежеквартальный женский журнал «Nenkecan».
Карельский язык не использует кириллицу, и по этой причине это единственный язык титульного этноса республики в составе РФ, не признаваемый государственным.

## Хронология событий
Осенью 1999 года Госсовет Татарстана принял закон о переходе татарского языка на латинский алфавит. В некоторых школах ввели экспериментальную учёбу, начали выходить газеты, появились книги на латинице.
После принятия Госсоветом Татарстана закона о языке латиницей заинтересовались в Государственной думе, где в 2000 году по этому вопросу прошли дебаты. Некоторые депутаты охарактеризовали решение властей Татарстана как «рывок из объятий России». А депутат от Татарстана Фандас Сафиуллин (группа «Регионы России») расценил позицию думского большинства как «оскорбление татарского народа».
В 2002 году дискуссия продолжилась. Депутаты фракции «Единство» подготовили дополнение к закону «О языках народов Российской Федерации», обязывающем республики, входящие в состав России, использовать алфавиты только на основе кириллицы.
Федеральный закон «О внесении дополнения в статью 3 Закона „О языках народов Российской Федерации“» был вынесен на рассмотрение Госдумы. Суть закона сводилась к тому, чтоб установить единую графическую базу всех государственных языков, принимаемых в России. Как таковую основу предлагалось использовать азбуку Кирилла и Мефодия, на которой базируется русская письменность.
27 ноября 2002 года Государственная дума России приняла поправки к закону «О языках народов РФ», тем самым отменив татарский «Закон о восстановлении татарского алфавита на основе латинской графики». Согласно новой законодательной норме, на территории России алфавиты государственного языка РФ и входящих в неё государственных языков республик строятся на графической основе кириллицы.
Депутаты Госдумы из Татарстана Фандас Сафиуллин и Наиль Хуснутдинов назвали новый закон попыткой «создать проблему на пустом месте» и обратились в Конституционный суд России, который своим постановлением № 16-П от 16.11.2004 подтвердил право федеральных властей устанавливать графическую основу языков России.

## Оценки
Появление закона было обусловлено оживлением в начале 90-х годов XX века.
Вызывает беспокойство намеченный тренд, все чаще используемый в практике татарских националистических организаций — использование латиницы, при написании текстов на татарском языке. Как известно, это является одним из пантюркистских проектов ориентированных на отчуждение тюркских этносов из российской социокультурной парадигмы.
Национальная безопасность — № 2(31), 2014
Законопроект представил заместитель председателя думского Комитета по делам национальностей Каадыр-Оол Бичелдей, резко критиковавший идею перевода татарского языка на латиницу. … По мнению Бичелдея, введение латиницы в Татарстане поставило бы под угрозу общую безопасность и целостность России, а прецедент мог бы создать условия для появления подобных тенденций и в других регионах страны.
Безусловно, президент Татарстана Минтимер Шаймиев проявляет немалую политическую независимость… Конечная цель реформы, несомненно, политическая. Она сближает татар… со своими братьями из независимых стран Центральной Азии и мусульманами Ближнего Востока. А главное — разрушает один из немногих факторов единства Российской Федерации: использование одного и того же алфавита, позволяющего легко прибегать к русскому языку. Этот закон, вызывающий беспокойство сам по себе, может стать примером для других народов, входящих в Федерацию
.